# Concept d'action

## Problématique
La philosophie pose des questions telles que Que dois-je faire et Que puis-je savoir ? En théorie de la connaissance, on s'interroge sur ce qu'on appelle connaître pour un sujet et sur la nature de ce sujet ; de même, en morale, on se demande qui est le sujet de l'action, qu'est-ce qui est à l'origine d'un certain type de comportements, dit intentionnel.
Cette problématique recouvre la question des rapports entre l'esprit et le corps, question rendue difficile par le dualisme cartésien, qui pose une séparation inintelligible entre deux substances de nature différente. Dans une perspective plus contemporaine, en philosophie analytique, la question est de savoir ce que nous voulons dire quand nous employons des mots qui concernent l'action, tels que motif, volontaire, responsabilité, intention, etc., et quelle représentation d'ensemble nous nous en faisons.
Mais avant d'aborder ces questions, il convient de commencer par les parties les plus élémentaires, par les premières manifestations de la matière vivante, pour remonter ensuite vers l'ensemble de l'organisme humain, avec son histoire et son environnement particulier.

## Bases du comportement humain

### Réactions élémentaires du vivant
On admet en physiologie que l'une des propriétés fondamentales de la cellule vivante est la capacité de réagir à un changement extérieur. Cette excitabilité peut être décrite par plusieurs lois :
- Un excitant provoque une réaction à partir d'un seuil déterminé.
- L'excitation et la réaction ne sont pas nécessairement quantitativement égales.
- Une réaction s'accroît lentement au début, et s'arrête à un seuil maximal.
- Un tissu réagit toujours de la même façon.

### Les mouvements réflexes
Le mouvement réflexe est une réaction des muscles ou d'une glande qui suit une excitation, sans volonté ni conscience : c'est l'arc réflexe. Beaucoup de ces réflexes sont modifiables à un certain degré.

### L'habitude
Les actions qui sont en nous dépendent elles-mêmes de nous et sont volontaires.